# Saint-Pastour
Saint-Pastour est une commune du Sud-Ouest de la France, située dans le département de Lot-et-Garonne (région Nouvelle-Aquitaine).
Étymologiquement Saint Pastour est le nom occitan de saint Pasteur.

## Géographie

### Localisation
Commune de l'aire d'attraction de Villeneuve-sur-Lot située à une quinzaine de kilomètres au nord-ouest de Villeneuve-sur-Lot.

### Communes limitrophes
Les communes limitrophes sont Beaugas, Casseneuil, Pailloles et Pinel-Hauterive.
|                 | Beaugas       |           |
| Pinel-Hauterive | Saint-Pastour | Pailloles |
|                 | Casseneuil    |           |

### Climat
Pour des articles plus généraux, voir Climat de la Nouvelle-Aquitaine et Climat de Lot-et-Garonne.
Historiquement, la commune est exposée à un climat océanique aquitain.  
En 2020, Météo-France publie une typologie des climats de la France métropolitaine dans laquelle la commune est exposée à un climat océanique altéré et est dans la région climatique Aquitaine, Gascogne, caractérisée par une pluviométrie abondante au printemps, modérée en automne, un faible ensoleillement au printemps, un été chaud (19,5 °C), des vents faibles, des brouillards fréquents en automne et en hiver et des orages fréquents en été (15 à 20 jours).
Pour la période 1971-2000, la température annuelle moyenne est de 12,9 °C, avec une amplitude thermique annuelle de 15,3 °C. Le cumul annuel moyen de précipitations est de 821 mm, avec 11,6 jours de précipitations en janvier et 7 jours en juillet. Pour la période 1991-2020, la température moyenne annuelle observée sur la station météorologique la plus proche, située sur la commune de Cancon à 6 km à vol d'oiseau, est de 13,4 °C et le cumul annuel moyen de précipitations est de 852,4 mm,. Pour l'avenir, les paramètres climatiques de la commune estimés pour 2050 selon différents scénarios d'émission de gaz à effet de serre sont consultables sur un site dédié publié par Météo-France en novembre 2022.

## Urbanisme

### Typologie
Au 1er janvier 2024, Saint-Pastour est catégorisée commune rurale à habitat très dispersé, selon la nouvelle grille communale de densité à sept niveaux définie par l'Insee en 2022.
Elle est située hors unité urbaine. Par ailleurs la commune fait partie de l'aire d'attraction de Villeneuve-sur-Lot, dont elle est une commune de la couronne,. Cette aire, qui regroupe 34 communes, est catégorisée dans les aires de 50 000 à moins de 200 000 habitants,.

### Occupation des sols

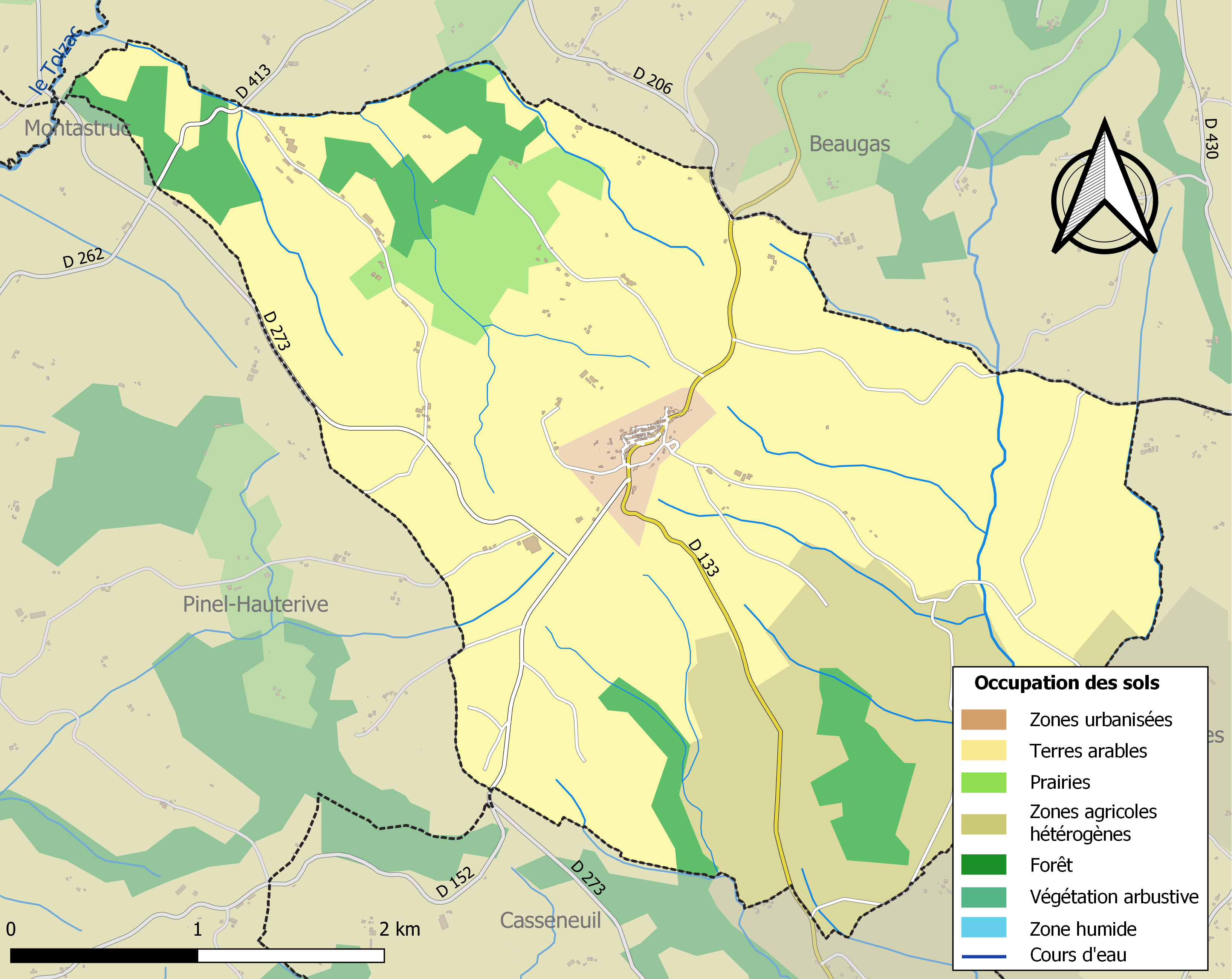
Carte des infrastructures et de l'occupation des sols de la commune en 2018 (CLC).

L'occupation des sols de la commune, telle qu'elle ressort de la base de données européenne d’occupation biophysique des sols Corine Land Cover (CLC), est marquée par l'importance des territoires agricoles (89,4 % en 2018), en diminution par rapport à 1990 (91,5 %). La répartition détaillée en 2018 est la suivante : 
terres arables (66,2 %), zones agricoles hétérogènes (19,2 %), forêts (8,5 %), prairies (4,1 %), zones urbanisées (2,1 %). L'évolution de l’occupation des sols de la commune et de ses infrastructures peut être observée sur les différentes représentations cartographiques du territoire : la carte de Cassini (XVIIIe siècle), la carte d'état-major (1820-1866) et les cartes ou photos aériennes de l'IGN pour la période actuelle (1950 à aujourd'hui).

### Risques majeurs
Le territoire de la commune de Saint-Pastour est vulnérable à différents aléas naturels : météorologiques (tempête, orage, neige, grand froid, canicule ou sécheresse), mouvements de terrains et séisme (sismicité très faible). Un site publié par le BRGM permet d'évaluer simplement et rapidement les risques d'un bien localisé soit par son adresse soit par le numéro de sa parcelle.
Les mouvements de terrains susceptibles de se produire sur la commune sont des tassements différentiels.

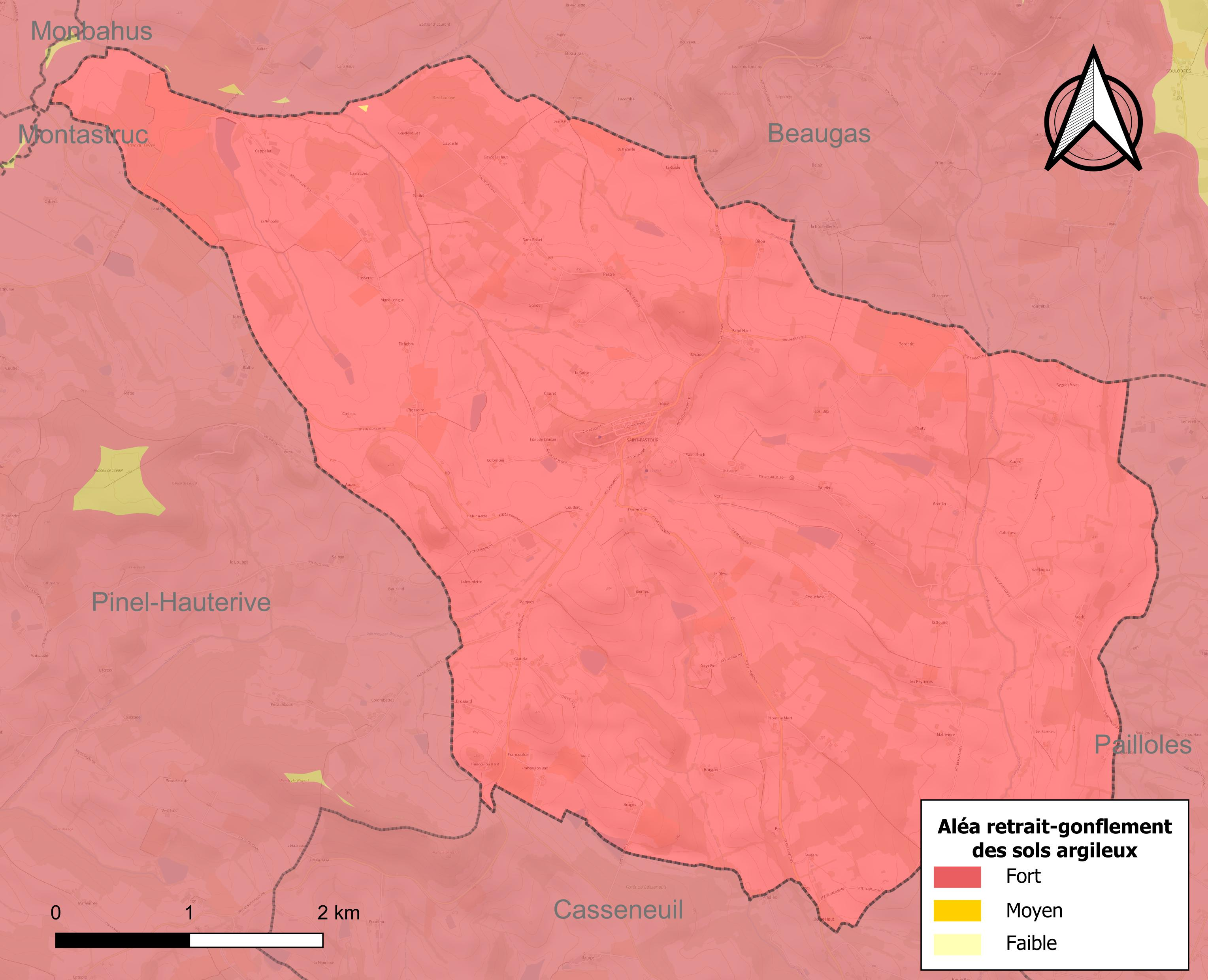
Carte des zones d'aléa retrait-gonflement des sols argileux de Saint-Pastour.

Le retrait-gonflement des sols argileux est susceptible d'engendrer des dommages importants aux bâtiments en cas d’alternance de périodes de sécheresse et de pluie. La totalité de la commune est en aléa moyen ou fort (91,8 % au niveau départemental et 48,5 % au niveau national). Depuis le 1er octobre 2020, en application de la loi ELAN, différentes contraintes s'imposent aux vendeurs, maîtres d'ouvrages ou constructeurs de biens situés dans une zone classée en aléa moyen ou fort,.
La commune a été reconnue en état de catastrophe naturelle au titre des dommages causés par les inondations et coulées de boue survenues en 1982, 1993, 1999, 2009 et 2013, par la sécheresse en 1990, 2003 et 2011 et par des mouvements de terrain en 1999.

## Histoire
Le traité de Paris de 1229 a prévu le mariage de l'héritière du comté de Toulouse, Jeanne de Toulouse, avec un fils du roi de France, Alphonse de Poitiers. La bastide de Saint-Pastour a été fondé en 1259 par Alphonse de Poitiers. La même année, pour arrêter le conflit entre les dynasties capétiennes et plantagenêt, un nouveau traité de Paris est signé en 1259 qui prévoit que l'Agenais doit être restitué au roi d'Angleterre si la comtesse de Toulouse n'a pas d'enfant. À la mort d'Alphonse de Poitiers et de son épouse, en 1271, le roi Philippe III ne respecte pas le traité de 1259 et fait saisir le comté de Toulouse. Par le traité d'Amiens de 1279, le roi de France cède l'Agenais à Édouard Ier, roi d'Angleterre et duc d'Aquitaine.
Le 7 avril 1289, le roi Édouard Ier accorde une charte de coutumes à la ville de Saint-Pastour.
L'insécurité et les combats entre les troupes du roi de France et du roi d'Angleterre va entraîner la construction d'une enceinte pour protéger la bastide entre la fin du XIIIe siècle et le début du XIVe siècle. Un château a dû être construit pour protéger l'angle nord-ouest de l'enceinte. Il subsiste une porte de cette enceinte.

## Héraldique
| Blason de Saint-Pastour | Blason  | De gueules à la croix alésée d’argent au chef cousu d’azur chargé de trois fleurs de lys d’or. |
| Blason de Saint-Pastour | Détails | Le statut officiel du blason reste à déterminer.                                               |

## Politique et administration

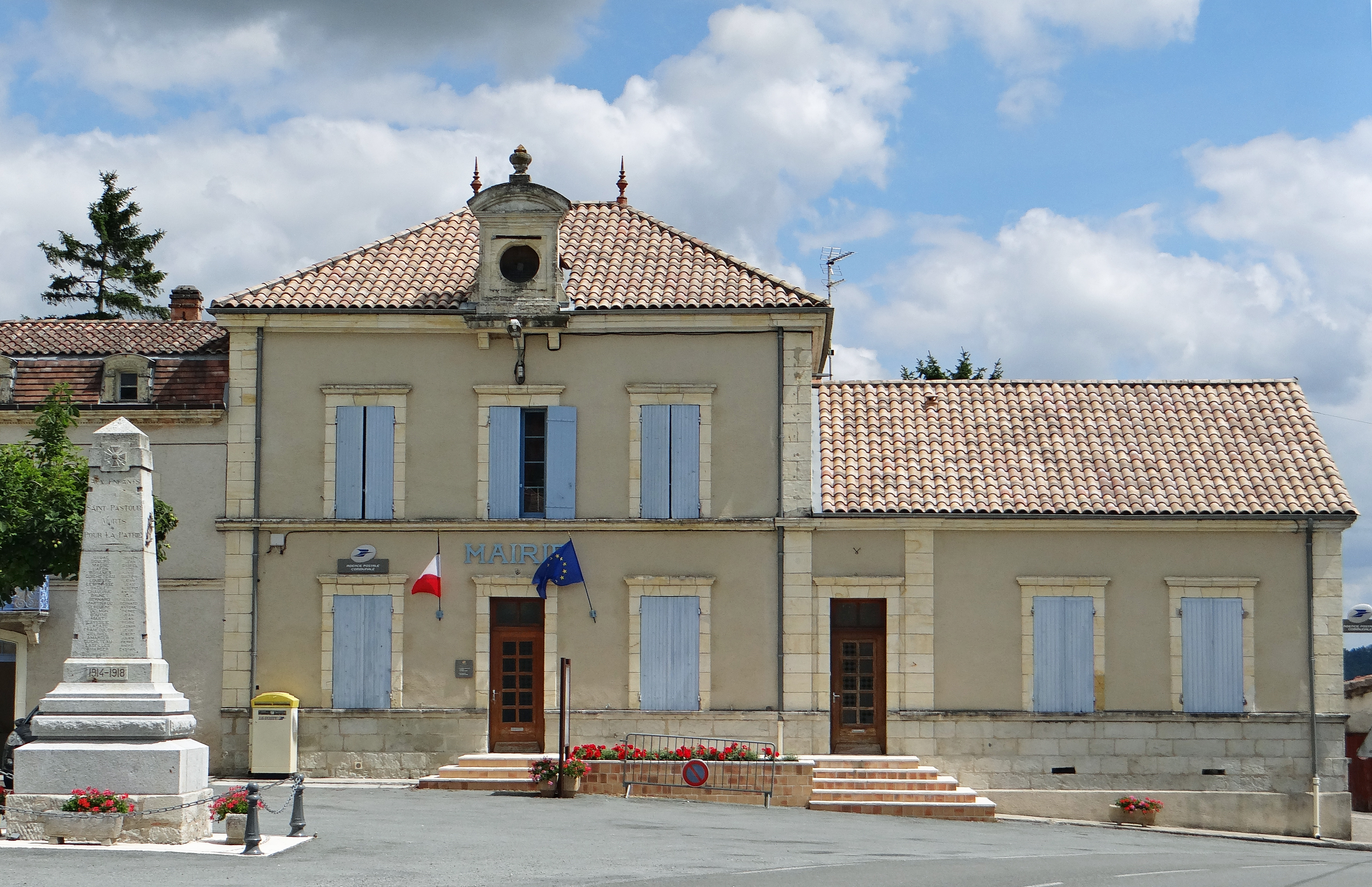
La mairie et le monument aux morts.

| Période                                  | Période                | Identité         | Étiquette | Qualité                 |
| ---------------------------------------- | ---------------------- | ---------------- | --------- | ----------------------- |
| Les données manquantes sont à compléter. |                        |                  |           |                         |
| mars 1977                                | 1978                   | Marius Glaunes   |           |                         |
| 1978                                     | mars 1989              | Gilbert Cousset  |           |                         |
| mars 1989                                | mars 2001              | Robert Mandavy   |           |                         |
| mars 2001                                | septembre 2019 (décès) | Jean Cosserant   |           | Retraité cadre bancaire |
| septembre 2019                           | ?                      | Christian Robert |           | Maire intérimaire       |
| 2020                                     | En cours               | Pierre Jeanneau  |           |                         |

## Démographie
L'évolution du nombre d'habitants est connue à travers les recensements de la population effectués dans la commune depuis 1793. Pour les communes de moins de 10 000 habitants, une enquête de recensement portant sur toute la population est réalisée tous les cinq ans, les populations de référence des années intermédiaires étant quant à elles estimées par interpolation ou extrapolation. Pour la commune, le premier recensement exhaustif entrant dans le cadre du nouveau dispositif a été réalisé en 2007.

En 2022, la commune comptait 377 habitants, en évolution de −4,31 % par rapport à 2016 (Lot-et-Garonne : −0,18 %, France hors Mayotte : +2,11 %).
| 1793  | 1800 | 1806 | 1821  | 1831  | 1836 | 1841 | 1846 | 1851 |
| ----- | ---- | ---- | ----- | ----- | ---- | ---- | ---- | ---- |
| 1 376 | 900  | 845  | 1 051 | 1 070 | 796  | 820  | 773  | 803  |

| 1856 | 1861 | 1866 | 1872 | 1876 | 1881 | 1886 | 1891 | 1896 |
| ---- | ---- | ---- | ---- | ---- | ---- | ---- | ---- | ---- |
| 764  | 761  | 782  | 767  | 820  | 686  | 725  | 640  | 640  |

| 1901 | 1906 | 1911 | 1921 | 1926 | 1931 | 1936 | 1946 | 1954 |
| ---- | ---- | ---- | ---- | ---- | ---- | ---- | ---- | ---- |
| 646  | 611  | 592  | 506  | 538  | 536  | 567  | 519  | 450  |

| 1962 | 1968 | 1975 | 1982 | 1990 | 1999 | 2006 | 2007 | 2012 |
| ---- | ---- | ---- | ---- | ---- | ---- | ---- | ---- | ---- |
| 444  | 429  | 338  | 343  | 347  | 361  | 381  | 384  | 400  |

| 2017 | 2022 | - | - | - | - | - | - | - |
| ---- | ---- | - | - | - | - | - | - | - |
| 389  | 377  | - | - | - | - | - | - | - |

## Lieux et monuments
- Ancienne porte couronnée d'une statue de Jeanne d'Arc ;
- Vieux puits ;
- Maisons en pierre blanche ;
- Halle en bois ;
- Église Saint-Pastour du XVe siècle. L'édifice a été inscrit au titre des monuments historiques en 1926[24].
- Église Saint-Jean d'Aygues Vives, à Aygues-Vives (XIe siècle). L'édifice a été inscrit au titre des monuments historiques en 1950[25].
- Manoir Cabirol aux fenêtres à meneaux du XVIe siècle ;
- Château de Saint-Pastour.

## Personnalités liées à la commune
- Alphonse de Poitiers qui fonda la bastide.
- Pierre Sansot, écrivain, sociologue qui a donné son nom à la bibliothèque municipale de Saint-Pastour.